# 포젠-서프로이센
포젠-서프로이센 변경지(독일어: Grenzmark Posen-Westpreußen; 폴란드어: Marchia Graniczna Poznańsko-Zachodniopruska)는 1920년 또는 1922년부터 1938년까지 프로이센의 주는 폴란드 제2공화국에 포함되지 않은 역사적 대폴란드의 대부분의 땅을 포함했다. 포젠-서프로이센은 1922년 바이마르 독일 내 프로이센 자유주의 지방으로 설립되었으며, 포젠과 서프로이센의 나머지 3개의 비연속성 영토를 병합하여 형성되었다. 대폴란드 봉기 이후 영토의 대부분을 폴란드 제2공화국에 빼앗겼다. 1934년부터 포젠-서프로이센은 브란덴부르크가 사실상 통치했으나, 나치 독일이 1938년 10월 1일에 해체하고 영토를 포메라니아, 브란덴부르크, 실레시아로 분할했다. 슈나이데뮐(현재의 피와)은 지방의 수도였다. 오늘날 이 지역은 전적으로 폴란드에 속한다.

## 명칭
상황에 따라서 포젠-서프로이센 변경국으로 표현되기도 한다.